# Tye Tribbett
Thomas Tyrone "Tye" Tribbett (nascido em 26 de Janeiro de 1976) é um cantor americano de  música gospel, compositor e tecladista. Ele é dirigente do coral e fundador do "Grupo indicado ao Grammy e vencedor da Stellar Award  Tye Tribbett & G.A". (abreviação de "maior unção")

## Biografia

### Vida anterior
O Tribbett nasceu em 26 de Janeiro de 1976, em Camden, New Jersey. Ele foi criado na igreja apostólica  Pentecostal El Bethel em Camden, New Jersey. O pai dele é o Bispo Thomas Tyrone Tribbett, um ex-pastor, e a mãe dele é Neicy Tribbett, a ministra, como  dj nas áreas de Filadélfia e Nova Iorque. 
Ele aprendeu a tocar teclado quando tinha 5 anos e cresceu tocando na igreja dele. Durante a adolescência, tocou piano em corais de várias comunidades como Steve Middleton e o coral  Tri-estado e o seminário de artes e música Edwin Hawkins. 

### 1996 - 2002: Épocas anteriores de "maior unção(G.A)
Em 1996, ele criou "a maior unção," um coral de familiares e amigos que estavam criando músicas. Bem do começo, o Tye Tribbett tinha vista como coral ia progredir com o tempo. According to his words, "Aquele primeiro ensaio ....a musicalidade, a qualidade das vozes e o espírito de coral, a personalidade de todo mundo eu sabia que era isso, sabia que eu devia estar fazendo isso."  
Depois de um tempo, o coletivo venceu a McDonald's Gospel Choir Competition. Em 1997, eles venceram os prêmios regionais e nacionais da Wrigley's Gospel Choir Competition. 
Tye Tribbett e G.A. começaram a chamar atenção e aclamar as unidades administrativas das igrejas dentro de Filadélfia e dentro do metrô nordestino americano; eram conhecidos pela alta energia das performances que chamou a atenção dos fãs e pessoas da indústria.
O grupo foi recrutado pelos vencedores dos prêmios da multi-Grammy, Buster and Shavoni, que estavam produzindo trilha sonora para filme animado de 1998 da dreamWorks, O Príncipe do Egito. O grupo foi convidado a participar na faixa "Let Go, Let God" na edição inspiradora com futuros pilares da comunhão da música gospel  - Mary Mary. The sucesso do filme e da trilha sonora que fez o coletivo a alcançar o sucesso e deu raízes na música.

### Carreira solo de 2010 até a atualidade)
Em 2010, depois de mudanças que vieram com a parada do coletivo, G.A., o Tribbett lançou o primeiro projeto sem o  conjunto, intitulado "Fresh", que chegou ao primeiro lugar da lista US Billboard Gospel . O  álbum tinha virado uma música influente, tinha ficado igual ao uma variante mais pesada e mais moderna .
Depois da gravação ao vivo em duas cidades durante o verão de 2012, isso levou o álbum Greater Than which  foi lançado em 6 de agosto de 2013. O primeiro álbum dele para Motown Gospel, e a terceira consecutiva em gravação em primeiro lugar, o álbum foi aclamado . A primeira gravação teve um retorno da música que o Tye Tribbett conheceu em gravações passadas, enquanto participava de uma parte mais ampla  que era uma coisa nova
. A assinatura features da gravação incluiu, "If He Did It Before (Same God)" and "He Turned It". Greater Than earned him" os dois primeiros prêmios da Grammy awards,  incluindo o melhor álbum gospel em 2014.
Após anos de turnê em 2017, ele lançou "The Bloody Win", gravado ao vivo na Redemption Center em Greenville, South Carolina in 2016. 
O Tye Tribbett lançou All Things New, os dois são na maior parte de formato de estúdio em 2022 e uma gravação ao vivo de 2023 do álbum intitulado all Things New- Live in Orlando, uma gravação ao vivo do álbum com músicas álbum de estúdio de 2022 do mesmo nome, como também de trabalhos anteriores ao longo da carreira . Ele ganhou outro Grammy pelo melhor álbum Gospel .
Tribbett and Shanté, a esposa dele, pastoreiam a igreja viva em Orlando, Florida.

## Vida pessoal
Ele é casado com a Shanté Tribbett, que era membro da "maior unção", e tiveram dois filhos. Ele admitiu ter tido um caso em 2009 com uma outra participante do coral dele, levando a esposa dele a ter um caso com o rapper cristão Da' T.R.U.T.H., mas depois os dois músicos e as esposas deles se reconciliaram.
Ele também tem um irmão, Thaddaeus, que é da banda "Soundcheck" e agora está tocando músicas para vários artistas. O Tye Tribbett também tem duas irmãs DeShantel Tribbett-Robinson e DeMaris Tribbett-Toy, que cantou no coletivo "maior unção".
O Tribbett ama passar tempo com a família dele e se envolver em exercícios.
Em abril de 2020, o Tribbet enviou uma mensagem para as pessoas distante m durante a pandemia com a música  "We Gon' Be Alright", ele misturou a música do Kendrick Lamar "Alright" na música.
A "Come Up with Tye Tribbett" é um programa de rádio energético e inspiracional de uma hora diária que é só para tocar R&B/hip hop  no estilo gospel inspiracional  com músicas de artistas como o Jonathan McReynolds, Lecrae, The Hamiltones e mais. O programa é distribuído pela SupeRadio.